# Keménfa
Keménfa község Zala vármegyében, a Zalaegerszegi járásban, a Zalai-dombság területén, a Göcsejben.

## Fekvése
Keménfa Zala vármegye északi részén – Zala és Vas vármegye határának közelében- a megyeszékhely Zalaegerszegtől 20 km-re nyugatra, Körmendtől 22 km-re délre, Zalalövőtől 5 km-re keletre fekszik.
A település a Zala folyó jobb partján, 150-200 méter magas észak-déli irányú dombok tövében fekszik. Keménfa gyönyörű természeti környezetben, Göcsej, az Őrség és a Hetés tájegységek találkozásánál található.

## Közlekedés
Amióta megvalósult a 86-os főút Zalalövőt elkerülő szakasza, azóta Keménfa erről az útról letérve érhető el a legegyszerűbben: a községbe vezető 74 139-es számú mellékút közvetlenül a Zalalövői völgyhíd déli hídfője előtt ágazik ki keleti irányban a főútból. Az elkerülő út átadása előtt a 7411-es útból Zalalövő budafai városrészében délkeletnek kiágazó, 2019-es állapot szerint 74 212-es számozást viselő út vezetett a településre, ezt a megközelítési útirányt azonban némileg megváltoztatta a 86-os elkerülőjének megépítése.
A települést közvetlenül nem érinti vasútvonal, azonban a szomszédos Zalalövő-Budafán 2 kilométer távolságban van vasúti megálló. A vasúttal párhuzamosan kerékpárút épült a régi vasútvonal helyén. Jelenleg Zalalövőtől Bagodig van kiépítve – de a bővítés folyamatos, a vasúti rekonstrukcióval együtt.

## Története
Keménfa első írásos említése 1371-ből való, Kemenfalau vagy Kemenfaua névalakban. A kemény közszóból származó személynévvel azonos. A Kemény családok közti birtokvita alapján feltételezhető, hogy a falu a Kemény családról kapta a nevét. A török hódoltság alatt elnéptelenedett a falu, még 1720-ban is lakatlan volt. A XVIII. század derekán újra benépesült.
1778-ban a püspöki vizitációról szóló jelentésben mint Keménfa praedium szerepelt, mely Salomvár filiája; birtokosa a nemes Vizi család és a Horváth család; lélekszáma 134 fő, katolikus vallású volt.
1900-ban 196-an, 1941-ben 286-an éltek itt. 1962-ben érte el a legnagyobb lélekszámot a község, akkor meghaladta a lakosság a 300 főt.
1936-ban létesült a Római Katolikus Elemi Népiskola.
Az ivóvíz vezeték 1986-ban épült ki az egész településen, a kábeltévé hálózat 1992-ben készült el, a szennyvízcsatorna és a minden lakást érintő telefonhálózat 1995-ben létesült. 1999-ben gázhálózat beruházására került sor.  Az egész településen elérhető a széles sávú internet. A település így teljes infrastruktúrával rendelkezik.

## Közélete

### Polgármesterei
- 1990–1994: Gyarmati Miklós (független)[4]
- 1994–1998: Gyarmati Miklós (független)[5]
- 1998–2002: Németh Tibor (független)[6]
- 2002–2006: Németh Tibor (független)[7]
- 2006–2009: Németh Tibor (független)[8]
- 2010–2010: Dervalicsné Horváth Sarolta (független)[9]
- 2010–2014: Könczöl György Gábor (független)[10]
- 2014–2019: Cser Gábor (független)[11]
- 2019–2024: Cser Gábor (független)[12]
- 2024– : Cser Gábor (független)[1]

A településen 2010. március 7-én időközi polgármester-választást kellett tartani, mert az előző faluvezetőnek megszűnt a polgármesteri jogállása, egy, a tisztséggel összefüggő bűncselekmény miatt. Németh Tibort a bíróság 2009 októberében – egy híd újjáépítése kapcsán – bűnösnek mondta ki, jogosulatlan gazdasági előny megszerzésében és közokirat-hamisításban, ami miatt jogerősen pénzbüntetésre ítélte. Az időközi választáson ettől függetlenül lehet, hogy elindulhatott volna, de nem állt rajtvonalhoz; posztját a választás eredményeként az addigi alpolgármester szerezte meg.

## Nevezetességei
- Szent István-szobor[15]
- Templom

1922. augusztus 20-án, Szent István király ünnepén, a kápolnát felszentelték az említett szent tiszteletére.  A felszentelési ceremóniát Mindszenty József zalaegerszegi apát és Csoknay Ernő salomvári plébános végezte.

## Népesség
A település népességének változása:
| Lakosok száma | 90   | 86   | 86   | 84   | 88   | 87   | 88   |
|               | 2013 | 2014 | 2015 | 2021 | 2022 | 2023 | 2024 |

A 2011-es népszámlálás idején a nemzetiségi megoszlás a következő volt: magyar 81,1%, cigány 17%. A lakosok 80,2%-a római katolikusnak vallotta magát (11% nem nyilatkozott).
2022-ben a lakosság 85,2%-a vallotta magát magyarnak, 5,7% cigánynak, 1,1% németnek, 1,1% szerbnek (14,8% nem nyilatkozott; a kettős identitások miatt a végösszeg nagyobb lehet 100%-nál). Vallásuk szerint 47,7% volt római katolikus, 6,8% egyéb katolikus, 1,1% felekezeten kívüli (44,3% nem válaszolt).